# Campeonato Europeo de Patinaje Artístico sobre Hielo de 1968
El LIX Campeonato Europeo de Patinaje Artístico sobre Hielo se realizó en Västerås (Suecia) del 23 al 27 de enero de 1968. Fue organizado por la Unión Internacional de Patinaje sobre Hielo (ISU) y la Federación Sueca de Patinaje Artístico sobre Hielo.

## Resultados

### Masculino
| Puesto | Nombre           | País           | Puntos |
| ------ | ---------------- | -------------- | ------ |
| Oro    | Emmerich Danzer  | Austria        |        |
| Plata  | Wolfgang Schwarz | Austria        |        |
| Bronce | Ondrej Nepela    | Checoslovaquia |        |

### Femenino
| Puesto | Nombre           | País                          | Puntos |
| ------ | ---------------- | ----------------------------- | ------ |
| Oro    | Haná Másková     | Checoslovaquia                |        |
| Plata  | Gabriele Seyfert | República Democrática Alemana |        |
| Bronce | Beatrix Schuba   | Austria                       |        |

### Parejas
| Puesto | Nombre                                    | País                          | Puntos |
| ------ | ----------------------------------------- | ----------------------------- | ------ |
| Oro    | Liudmila Belousova / Oleg Protopopov      | Unión Soviética               |        |
| Plata  | Tamara Moskvina / Alekséi Mishin          | Unión Soviética               |        |
| Bronce | Heidemarie Steiner / Heinz-Ulrich Walther | República Democrática Alemana |        |

### Danza en hielo
| Puesto | Nombre                          | País        | Puntos |
| ------ | ------------------------------- | ----------- | ------ |
| Oro    | Diane Towler / Bernard Ford     | Reino Unido |        |
| Plata  | Yvonne Suddick / Malcolm Cannon | Reino Unido |        |
| Bronce | Janet Sawbridge / Jon Lane      | Reino Unido |        |

## Medallero
| Núm. | País                          | Oro | Plata | Bronce | Total |
| ---- | ----------------------------- | --- | ----- | ------ | ----- |
| 1    | Austria                       | 1   | 1     | 1      | 3     |
| 1    | Reino Unido                   | 1   | 1     | 1      | 3     |
| 3    | Unión Soviética               | 1   | 1     | 0      | 2     |
| 4    | Checoslovaquia                | 1   | 0     | 1      | 2     |
| 5    | República Democrática Alemana | 0   | 1     | 1      | 2     |
|      | TOTAL                         | 4   | 4     | 4      | 12    |